# Guanadrel
Guanadrel là một thuốc chống tăng huyết áp. Nó được sử dụng ở dạng sunfat của nó.

## Cơ chế tác động
Guanadrel là một tác nhân ngăn chặn adrenergic postganglionic. Sự hấp thu guanadrel và lưu trữ trong các tế bào thần kinh giao cảm xảy ra thông qua bơm norepinephrine; guanadrel thay thế từ từ norepinephrine khỏi sự lưu trữ của nó trong các đầu dây thần kinh và do đó ngăn chặn sự giải phóng norepinephrine thường được tạo ra bởi sự kích thích thần kinh. Việc giảm giải phóng chất dẫn truyền thần kinh để đáp ứng với kích thích thần kinh giao cảm, là kết quả của sự suy giảm catecholamine, dẫn đến giảm co thắt động mạch, đặc biệt là tăng phản xạ trong nhịp giao cảm xảy ra với sự thay đổi vị trí. Guanadrel được hấp thu nhanh và tốt từ đường tiêu hóa.
Năm 1981, JAMA đã báo cáo guanadrel là một phương pháp điều trị tăng huyết áp bước II hoặc bước III hiệu quả.

## Hóa học
Guanadrel có thể được tổng hợp khi cyclohexanone trải qua quá trình tạo thai bằng 3-chloro-1,2-propanediol, tạo thành 2-chloromethyl-1,4-dioxyspiro [4,5] decane, tiếp tục phản ứng với natri phthalimide. Sau khi thủy phân kiềm, dẫn xuất phthalimide thu được được chuyển thành 2-aminomethyl-1,4-dioxyspiro [4,5] decane, được phản ứng với S-methylthiourea, cho ra guanadrel mong muốn.

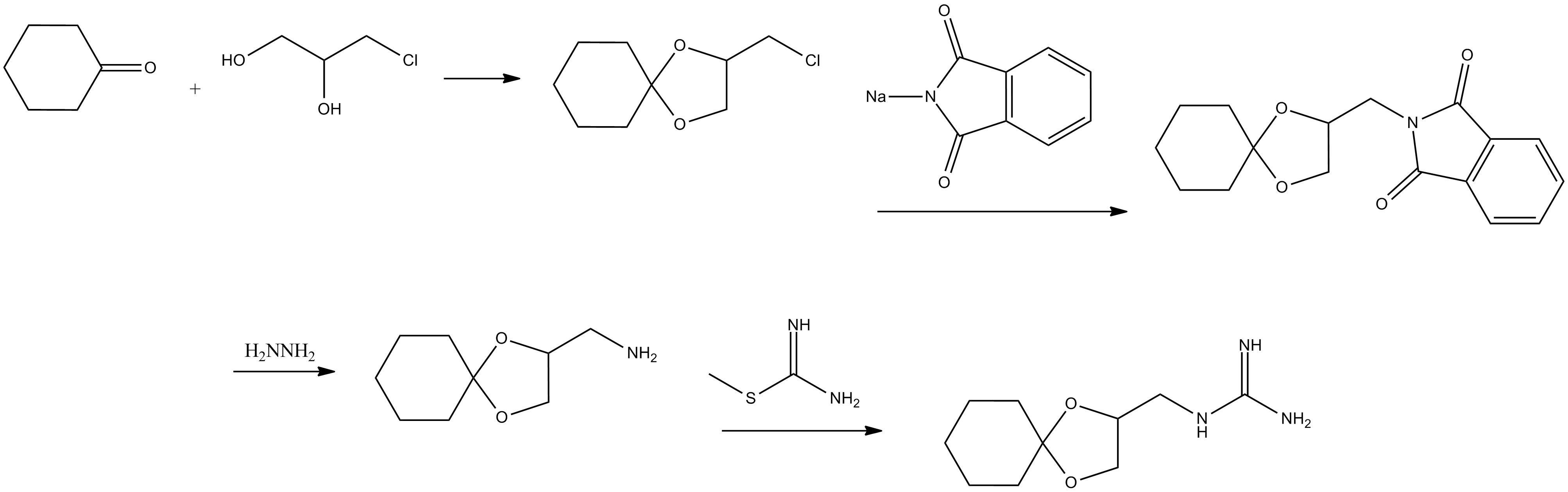
Tổng hợp guanadrel